# Silene adenocalyx
Silene adenocalyx är en nejlikväxtart som beskrevs av Frederic Newton Williams. Silene adenocalyx ingår i släktet glimmar, och familjen nejlikväxter. Inga underarter finns listade i Catalogue of Life.